# Communauté de communes Morvan-Vauban
La communauté de communes Morvan-Vauban est une ancienne communauté de communes française, située en région Bourgogne-Franche-Comté, dans les départements de la Côte-d'Or et de l'Yonne.
Créée le 1er janvier 2009, elle disparait le 1er janvier 2014. Ses communes membres icaunaises sont alors intégrées à la communauté de communes de l'Avallonnais, de Morvan-Vauban et du Vézelien.

## Historique
La communauté de communes fut créée officiellement le 1er janvier 2009 par l'arrêté préfectoral du 3 décembre 2008.
Elle a pour objectif de se substituer au Sivom du canton de Quarré-les-Tombes.
| Période      | Période  | Identité      | Étiquette | Qualité                           |
| ------------ | -------- | ------------- | --------- | --------------------------------- |
| janvier 2009 | En cours | Michel Millet |           | Maire de Saint-Germain-des-Champs |

## Composition
La communauté de communes regroupe les 9 communes suivantes :
| Nom                       | Code Insee | Gentilé        | Superficie (km2) | Population (dernière pop. légale) | Densité (hab./km2) |
| ------------------------- | ---------- | -------------- | ---------------- | --------------------------------- | ------------------ |
| Quarré-les-Tombes (siège) | 89318      | Quarréens      | 46,05            | 677 (2014)                        | 15                 |
| Beauvilliers              | 89032      |                | 6,21             | 98 (2014)                         | 16                 |
| Bussières                 | 89058      | Buxenois       | 11,62            | 131 (2014)                        | 11                 |
| Chastellux-sur-Cure       | 89089      |                | 10,55            | 142 (2014)                        | 13                 |
| Rouvray                   | 21531      | Rouvraysiens   | 9,48             | 557 (2014)                        | 59                 |
| Saint-Brancher            | 89336      |                | 22,02            | 305 (2014)                        | 14                 |
| Saint-Germain-des-Champs  | 89347      | Campigermanois | 35,92            | 364 (2014)                        | 10                 |
| Saint-Léger-Vauban        | 89349      | Léodégariens   | 33,81            | 378 (2014)                        | 11                 |
| Sincey-lès-Rouvray        | 21608      |                | 8,73             | 108 (2014)                        | 12                 |

Seules Rouvray et Sincey-lès-Rouvray font partie du département de la Côte-d'Or. Les autres communes sont rattachées au département de l'Yonne.

### Sources
- Le SPLAF (Site sur la Population et les Limites Administratives de la France)
- Site de la communauté de communes Morvan-Vauban